# Usurper (americká hudební skupina)
Usurper (v překladu z angličtiny uzurpátor) je americká black/death/thrashmetalová kapela z města Chicago v Illinois, která se zformovala v roce 1992 původně jako vedlejší projekt hudebníků Ricka S. Scythea (kytara), Davea Piekarze (vokály, pseudonym General Diabolical Slaughter) a Joea Schaeffera (bicí, pseudonym Apocalyptic Warlord) z deathmetalové kapely The Dead Youth. Název je převzat od skladby švýcarské kapely Celtic Frost.
Debutové studiové album s názvem Diabolosis... vyšlo v roce 1995 pod hlavičkou norského vydavatelství Head Not Found, již s přičiněním baskytaristy Jona Necromancera.

## Diskografie
Dema
- Visions from the Gods (1994)

Studiová alba
- Diabolosis... (1995)
- Usurper II: Skeletal Season (1999)
- Necronemesis (2000)
- Twilight Dominion (2003)
- Cryptobeast (2005)
- Lords of the Permafrost (2019)

EP
- Threshold of the Usurper (1997)

Kompilační alba
- Visions from the Gods (2000)
- Threshold of the Usurper / Skeletal Season (2002)

Split nahrávky
- Threshold of the Usurper / Total War (1997) – split audiokazeta společně se švédskou kapelou War
- Headbangers Against Disco Vol. 2 (1997) – společně se švédskými kapelami Unpure a Nifelheim